# Merwin Goldsmith
Merwin Goldsmith (Detroit (Michigan), 7 augustus 1937 - New York, 21 januari 2019) was een Amerikaans acteur.

## Biografie
Goldsmith begon in 1962 met acteren in de film The Bellboy and the Playgirls. Hierna heeft hij nog meerdere rollen gespeeld in films en televisieseries zoals Hercules in New York (1969), Goodtime Girls (1980), Cadillac Man (1990), It Could Happen to You (1994), Quiz Show (1994), Rounders (1998), The Hurricane (1999) en Law & Order (1993-2005).
Goldsmith was ook actief in het theater, hij maakte in 1968 zijn debuut op Broadway in het toneelstuk Leda Had a Little Swan. Hierna speelde hij nog meerdere rollen op Broadway en off-Broadway.

## Filmografie

### Films
Uitgezonderd korte films.
- 2017 Active Adults - als Hirsch
- 2007 Unholy – als Charlie
- 2005 Life on the Ledge – als Sam
- 2000 Company Man – als Mr. Brisk
- 2000 Jou Gould's Secret – als monsieur Gerard
- 1999 The Hurricane – als rechter Larner
- 1998 Rounders – als Sy
- 1996 The Sunshine Boys – als Harry
- 1994 Quiz Show – als schrijver op boekenfeest
- 1994 It Could Happen to You – als rechter
- 1990 Cadillac Man – als koper in showroom
- 1987 Making Mr. Right – als Moe Glickstein
- 1986 Very Close Quarters – als Boris
- 1984 Lily in Love – als producent
- 1983 Sessions – als Herb
- 1983 Lovesick – als analist
- 1983 How to Be a Perfect Person in Just Three Days – als schoolhoofd
- 1982 Soup for One – als Mr. Blum
- 1981 So Fine – als Dave
- 1981 The Yum-Yum Girls – als Max
- 1979 Boardwalk – als Charley
- 1973 The Connection – als Summons Server
- 1973 Shamus – als Schnook
- 1969 Hercules in New York – als Maxie

### Televisieseries
Uitgezonderd eenmalige gastrollen.
- 2013 - 2014 The Good Wife - als Simon Fishbein - 2 afl.
- 1993 – 2005 Law & Order – als rechter Ian Feist – 12 afl.
- 1983 Kennedy – als Zorin – miniserie
- 1980 Goodtime Girls – als George Coolidge – 13 afl.

## Theaterwerk opBroadway
- 1993 Ain't Broadway Grand – als Jaeger
- 1989 – 1992 Grand Hotel – als Zinnowitz (understudy)
- 1986 – 1989 Me and My Girl – als Lord Battersby / Sir John Tremayne (understudy)
- 1983 Slab Boys – als Willie Currie
- 1979 – 1980 The 1940's Radio Hour – als Lou Cohn
- 1977 Dirty Linen & New-Found-Land – als Withenshaw
- 1976 Rex – als Comus
- 1975 Trelawny on the "Wells" – als Mr. Ablett
- 1973 – 1974 Chemin de Fer – als Lapige
- 1973 – 1974 The Visit – als pastoor
- 1970 Minnie's Boys – als Hochmeister
- 1968 Leda Had a Little Swan – als Granger

- International Standard Name Identifier: 0000 0000 3265 1183
- Library of Congress Control Number: n91109233
- Virtual International Authority File: 13955546
- WorldCat: E39PBJptVJQDchjpFmBYvrMVmd